# ニセクロホシフエダイ
ニセクロホシフエダイ（学名：Lutjanus fulviflamma）は、フエダイ科に分類される魚類の一種。インド太平洋に分布し、サンゴ礁や岩礁に生息する。体側面の縦縞と黒斑が特徴である。

## 分類と名称
1775年にスウェーデンの博物学者であるペール・フォルスコールによって Sciaena fulviflamma として記載され、タイプ産地は紅海であった。種小名は「黄色の炎」を意味し、明るい黄色の体色を示していると考えられる。blackspot snapper、black-spot sea perch、finger-mark bream、long-spot snapper、Moses perch、red breamなどの英名がある。沖縄ではヤマトビーと呼ばれている。

## 分布と生息地
インド洋域では紅海のスエズ湾およびアカバ湾から、アフリカ大陸東海岸に沿って南アフリカ東部まで、ペルシャ湾を含むインド洋を経て、太平洋では東はサモアまで、北は南日本、南はオーストラリア北部まで、インド太平洋に広く分布する。日本では南日本の太平洋岸で散発的に見られ、主に南西諸島に分布する。オーストラリアでは西オーストラリア州のジェラルトンから、北部を通ってジャービス湾まで、クリスマス島、ティモール海のアシュモア・カルティエ諸島、タスマン海のロード・ハウ島にも分布する。地中海のマルタ島から記録があり、系統解析の結果、東アフリカを起源とすることが明らかになっている。水深 0.5–35 m（メートル）に生息し、幼魚は汽水のラグーンや河口で、成魚はサンゴ礁や岩礁、ラグーンで見られる。

## 形態
体形は個体によって幅があり、比較的細いものから体高が中程度に高いものまで見られる。体長は体高の2.5–2.9倍で、頭部輪郭の傾斜はそれほど急でない。前鰓蓋骨の棘や切れ込みはそれほど発達しない。鋤骨歯は三角形または菱形に並び、後方へ向かっている。舌には粒のような歯が斑点状に並ぶ。背鰭は10棘と12–14軟条から、臀鰭は3棘と8軟条から成る。背鰭と臀鰭の後部は、丸みを帯びるか角ばる。胸鰭は15–17軟条から成り、尾鰭は截形か、弱い二叉型。全長は通常30cmだが、大型個体は35cmに達する。体色は淡く、体側面には5–7本の細い黄色の縦縞が入り、一部は眼を通って吻まで伸びる。体後方の側線上には、目立つ黒斑がある。幼魚には眼を通る黒い帯がある。黒斑は捕食者の注意をそらす役割があると考えられている。

## 生態
成魚はヨスジフエダイやキンセンフエダイと大規模な群れを作って混泳することがある。肉食魚であり、魚類や甲殻類を捕食する。東アフリカおよびニューカレドニア沖では、3月から8月にかけて産卵する。インド洋西部では、11月から翌5月にかけて産卵する。雌は一年に累計51,000–460,000個の卵を産むが、一度の産卵数は明らかになっていない。沖縄では4月から9月、主に5–6月に産卵し、生後3年、尾叉長およそ 24 cm で性成熟する。10歳ごろに成長は停止し、寿命は24年を超える。

## 人との関わり
自給的な漁業で漁獲され、鮮魚として多く流通する。主に釣り、かご網漁、刺し網で漁獲される。ペルシャ湾のアブダビでは、垣網やかご網を用いて漁獲される。タンザニア沿岸では、商業漁業において重要な種となっている。日本では奄美大島や沖縄で漁獲され、量は少ないが比較的高値で流通している。